# Movavi Video Editor
Movavi Video Editor (Movavi Video Editor Plus) ist eine kommerzielle, nichtlineare Videoschnittsoftware, die von Movavi hergestellt wird und hauptsächlich für Laien entwickelt wurde. Mit der Software können Filme und Diashows aus mehreren kurzen Clips oder Bildern unter Windows und Mac OS erstellt werden. Die erste Edition wurde 2004 veröffentlicht und hieß Enhance Movie.

## Eigenschaften
- Mehrspurige Zeitleiste und Medienbehälter
- AI-Funktionen für die Videobearbeitung per Drag & Drop[3]
- Einfacher Modus für das automatische Erstellen von Filmen
- Tools zur Verbesserung der Video- und Audioqualität
- Videoaufnahmen von Webcams und TV-Tunern, Voiceover-Aufnahmen und Digitalisierung von VHS-Kassetten
- Exportieren nach YouTube, Google Drive oder Vimeo
- Unterstützung von HD-Video
- Unterstützung für Movavi Effects Store
- Übertragbare Projekte

Seit der Veröffentlichung von Version 14 im Jahr 2017 ist das Programm in zwei Versionen verfügbar: Basic und Erweitert. Die erweiterte Version verfügt über mehr Tools und integrierte Inhalte.

## Vertrieb
Das Programm wird über die offizielle Website des Unternehmens und über das Movavi-Partnernetzwerk, einschließlich Avangate, Amazon und Apple App Store, verbreitet. Die kostenlose Version ist eine 7-Tage-Testversion und das Ausgabevideo trägt ein Wasserzeichen des Unternehmens.

## Rezeption
Movavi Video Editor hat allgemein positive Rückmeldungen von Nutzern und Bewertungswebsites erhalten. Im Jahr 2019 hat Vodafone in seiner Rezensionen geschrieben, dass Movavi Video Editor „Perfekt für Anfänger ist“. Wintotal beschreibt Movavi als einen einfachen und benutzerfreundlichen Video-Editor mit vielen nützlichen Videobearbeitungsfunktionen.